# サンド・アイランド収容所

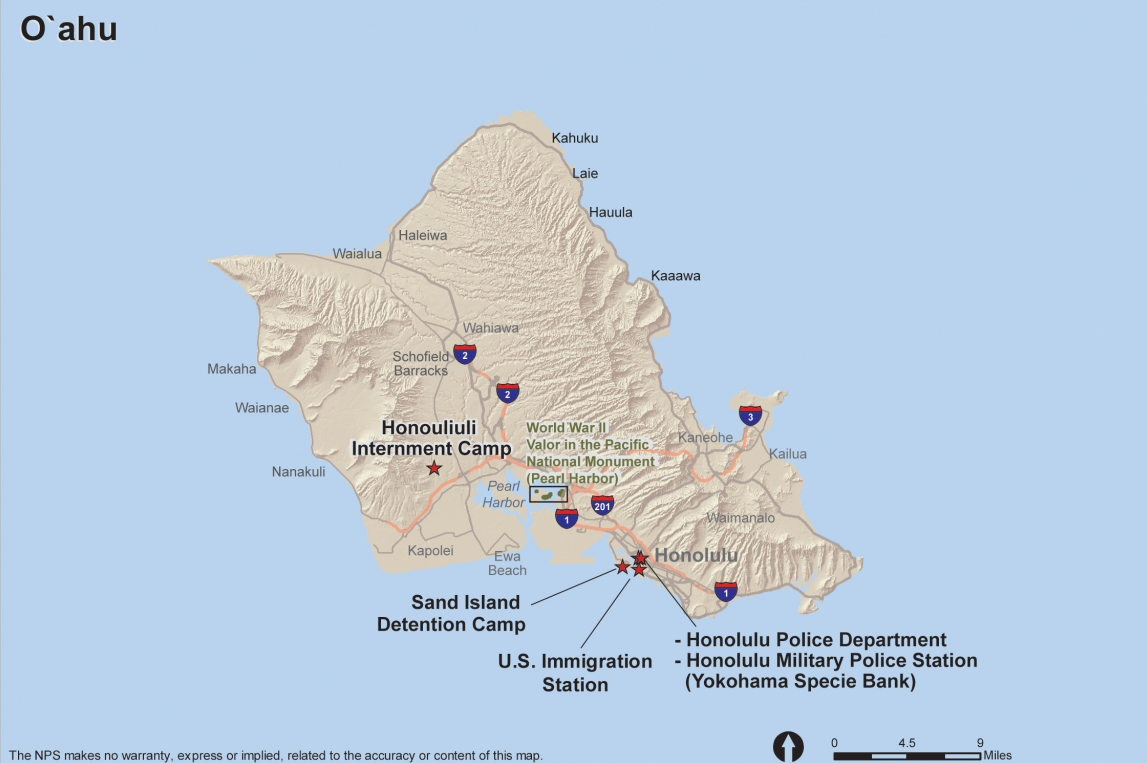
ハワイ州オアフ島の収容関連施設

サンド・アイランド収容所 (Sand Island Internment Camp) とは、第二次世界大戦中、ハワイ州オアフ島のホノルル港にある小島サンド・アイランドに設置された収容所。
1941年12月8日の日本軍の真珠湾攻撃以降、第五列として拘束された日系、ドイツ系、イタリア系住民・移民を抑留するためのアメリカ陸軍管轄の強制収容所として使われた。その後、1945年の沖縄戦で戦争捕虜の捕虜収容所として使用された。

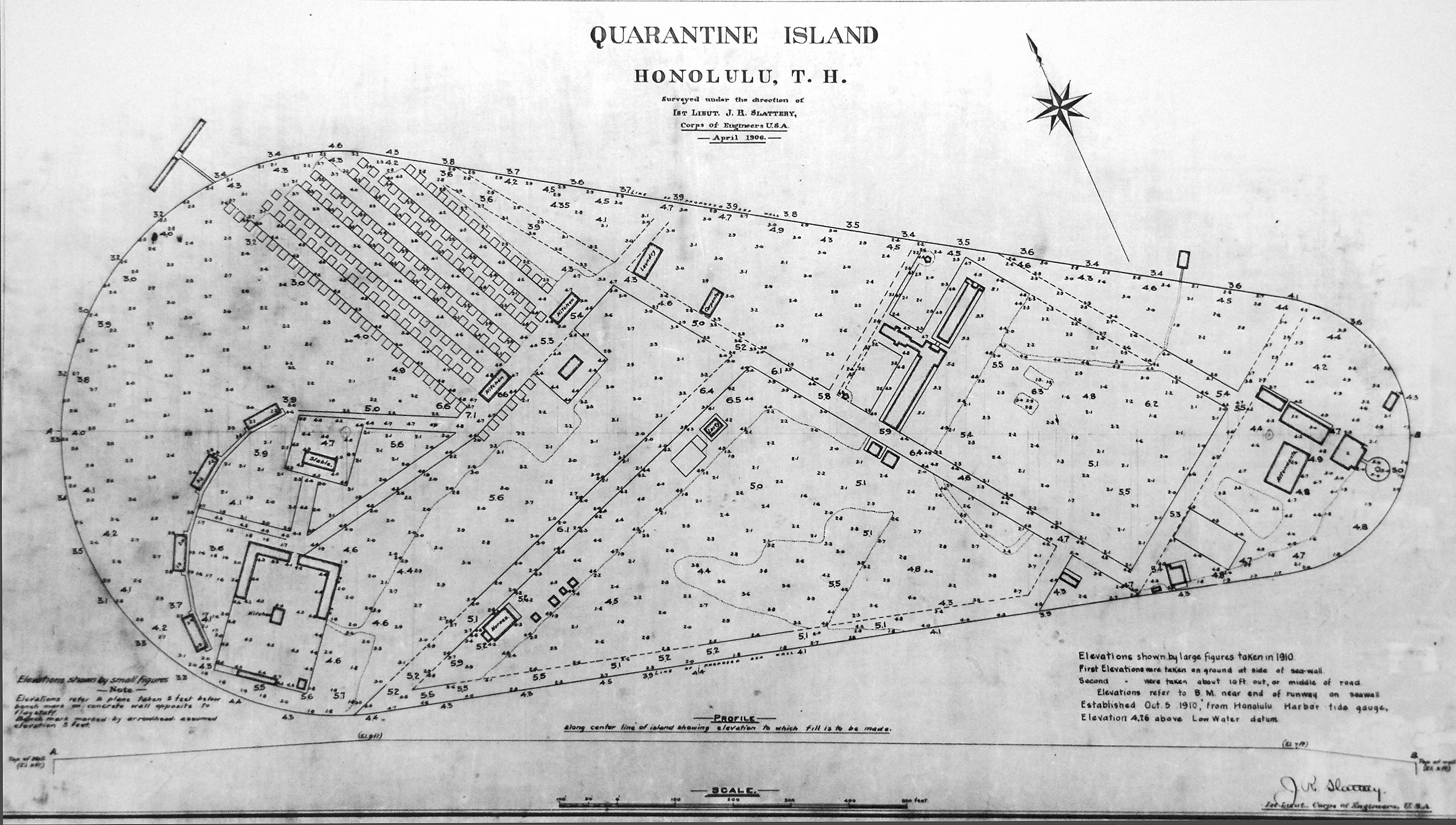
1906年の米陸軍工兵隊による検疫島（現サンド・アイランド）の拡大計画。1920年まではこの形だった。第二次世界大戦中に米軍はさらに50万ドルの予算で埋立てと港湾インフラを整備し軍事拠点化した。

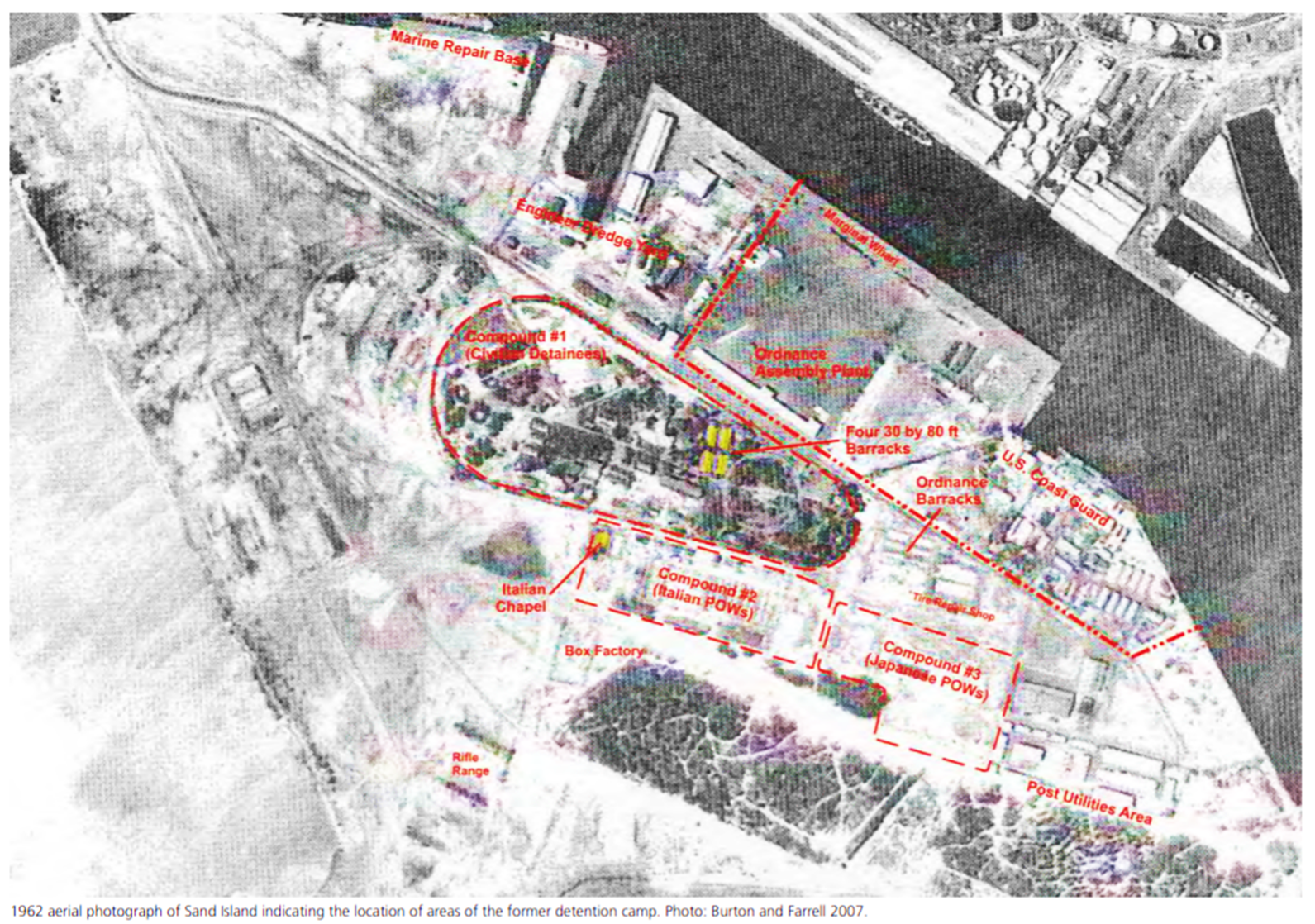
サンド・アイランドの捕虜収容エリア。（1962年の空中写真から再現）

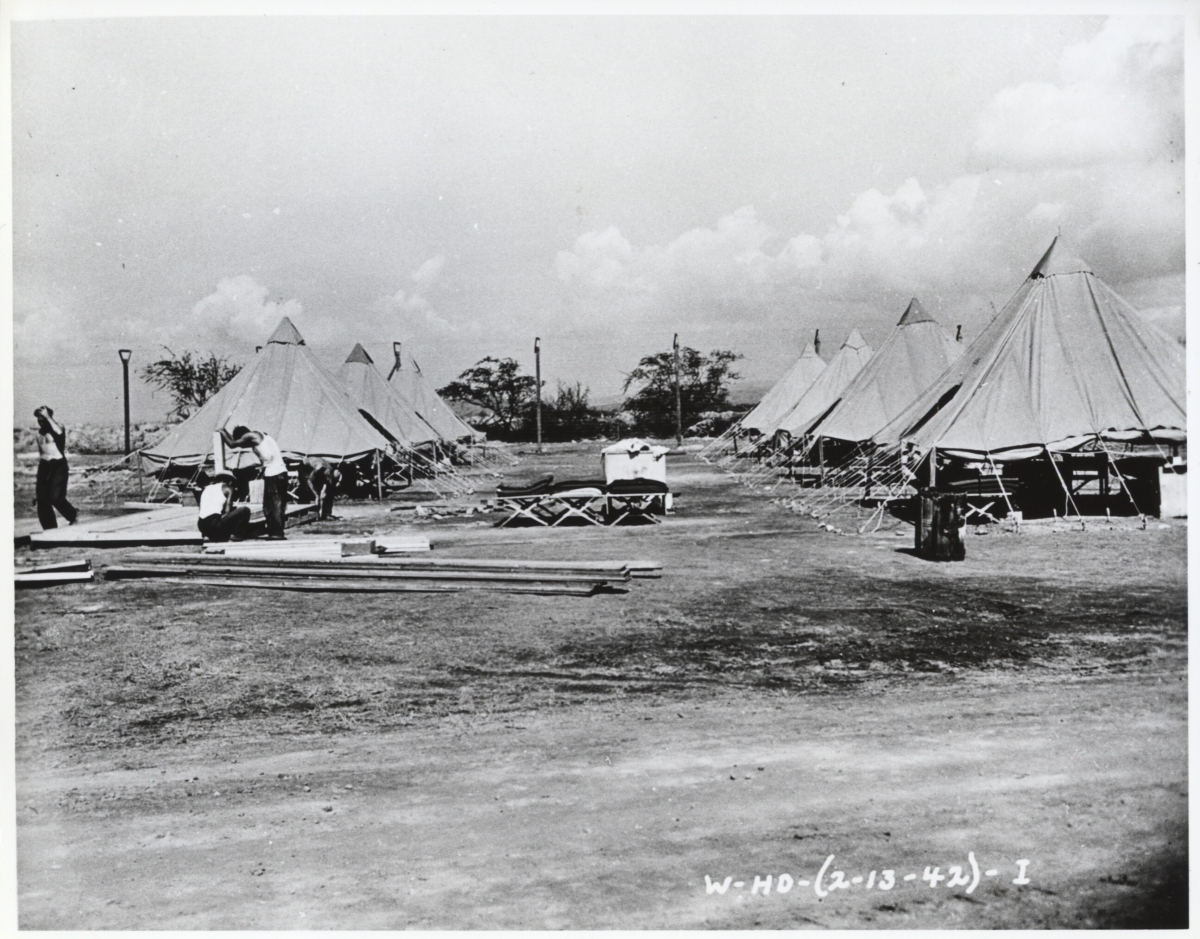
1942年2月13日、建設中のサンド・アイランド収容所。（米陸軍信号隊）

## 歴史
1868年、ホノルル湾にある小島に、伝染病に感染した疑いのある船の乗客を隔離するための検疫所がもうけられ、当時は検疫島 (Quarantine Island) とよばれた。
1898年8月12日、ハワイがアメリカに併合され準州になると、さらにホノルル湾は砂糖をアメリカに輸出する拠点となり、1906年頃、アメリカ陸軍工兵隊はさらに検疫島を拡大した。
米連邦政府は早くから軍事拠点としてホノルル湾に目星をたてていたが、1941年12月7日（現地時間）の真珠湾攻撃とジョセフ・ポインデクスター知事の戒厳令を契機にして、米軍は翌日8日にサンド・アイランド島を強制接収した。
強制収容所: 連邦捜査局による市民の大量拘束は1941年12月7日の戒厳令宣言の直後から宣言の直後に始まり、島に送られた。1943年3月には収容者はホノウリウリ収容所や本土の収容施設に送られた。
捕虜収容所: 1944年9月に捕虜収容所として開設され、イタリア人捕虜、朝鮮人捕虜、沖縄人捕虜が収容された。
1945年、軍が港湾をハワイ準州に返還する。島の灯台周辺にアメリカ沿岸警備隊のホノルル基地が設置される。
今日、サンドアイランドには、州のレクリエーションエリア、米国沿岸警備隊の基地、廃水処理施設などがある。ほとんど収容所時代の構造物が残っておらず、ホノウリウリ収容所のように国定史跡として指定されることは難しいと考えられる。

## 強制収容所
1941年12月8日（現地時間）、米陸軍はホノルル港の検疫病院にサンド・アイランド抑留施設を設立した。拘束された約1,250人の日系アメリカ人は、この強制収容所に15ヶ月間収容された。施設は4区域（コンパウンド）に分けられ、2つは計500人の日系男性、1つは40人の日系女性を収容し、また1つは25人のドイツ系とイタリア系の住民を収容した。
12月10日までの3日間で、FBIは43人のアメリカ国籍を有する市民を含む計493人の民間人を拘束した。そのなかには仏教の僧侶やジャーナリストや日本語学校の教師などが多く含まれていた。検疫病院にこれほどの人数を収容することはできず、人々は床板のない野外テントで悪天候に晒され、特に最初の2週間はひどく劣悪な状態にあった。
例えば日系二世の医師 Kazuo Miyamoto は真珠湾攻撃12月7日にフォート・シャフターに呼び出され負傷者の治療を行ったあと自宅に帰り、その夜 FBI によって拘束され、サンド・アイランドに連行された。その後、最初の日本軍捕虜一号の酒巻和夫と共に本土に移送され、キャンプ・マッコイ収容所などを転々とした後に、再びサンド・アイランドに収監された。またその後、1943年11月に家族ごと本土のジェローム収容所に移されている。また収容された「敵性外国人」のなかには、ナチスの迫害を逃れオーストリアのウィーンからアメリカに移住したユダヤ系アメリカ人の建築家、アルフレッド・プライスもいた。
ハワイの日系新聞、日布時事社長の相賀安太郎 渓芳（相賀渓芳）は現地時間12月7日の夜に拘束され、ごった返すホノルルの入国管理局から対岸のサンド・アイランドに送られた。1942年8月7日に第五回目の本土移送としてエンジェル島に送られ、ニューメキシコ州ローズバーグ・キャンプとサンタフェ・キャンプに拘留され、1945年10月30日に解放されてハワイに戻った。彼の収容所の記録は『鉄柵生活』 (Life Behind Barbed Wire) として1948年に出版された。
収容者の米国本土の施設への移送は1942年2月に始まり、1943年3月の閉鎖まで続いた。その時点までに、ハワイ諸島中から600人以上の地元住民がサンド・アイランドを通過してキャンプ・マッコイなど本土の収容所に移送され、また1943年3月から149人の収容者が新設のホノウリウリ収容所に移送された。

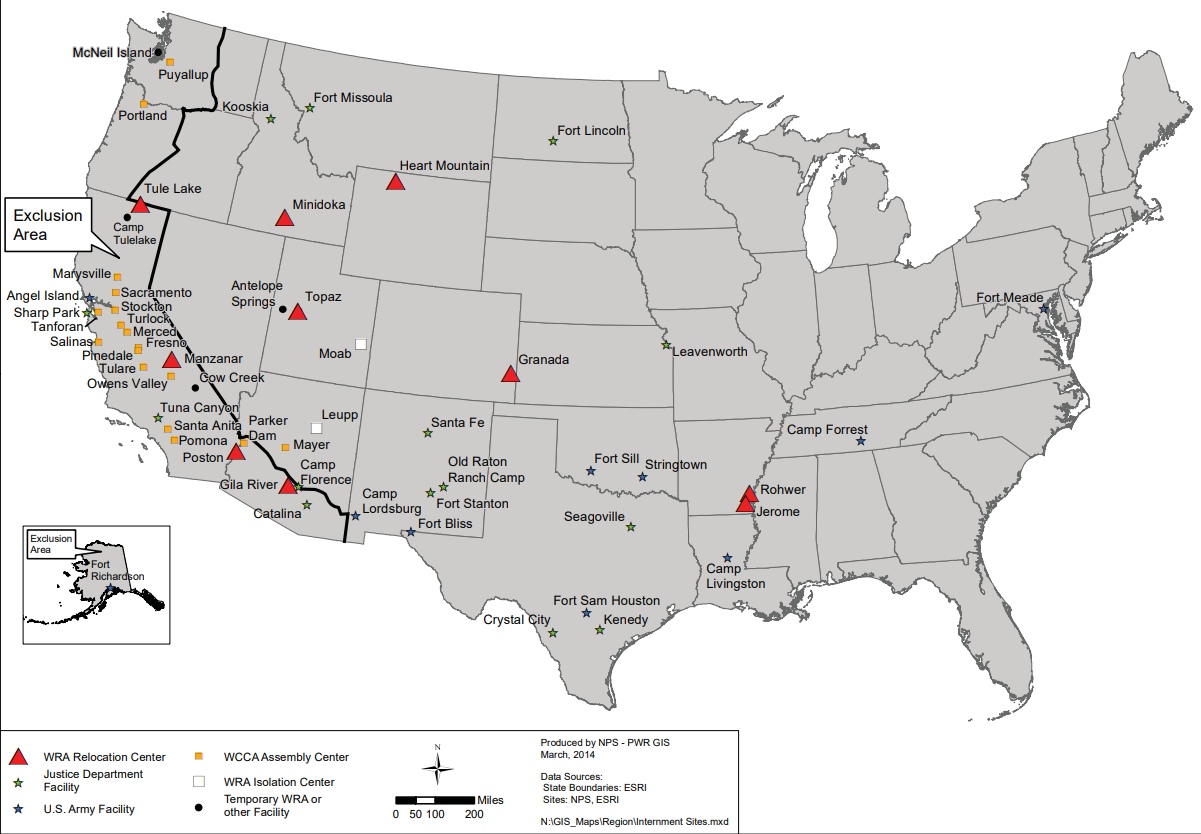
アメリカ本土の収容施設

## 捕虜収容所
ハワイに移送された捕虜
1944年、約1,000 人のイタリア人捕虜がハワイに移送された。また沖縄戦の捕虜が沖縄の収容所から1945年6月から7月で3回に分けてハワイに移送された。1945年9月には1,010人の朝鮮人捕虜と952人のイタリア人捕虜が収容されていたことが記録に残っているが、沖縄の学徒兵を含む沖縄人捕虜も多く移送されていた。
- 第1回目 - 6月10日頃、嘉手納捕虜収容所から約180人
- 第2回目 - 6月27日頃、屋嘉捕虜収容所から沖縄人捕虜と朝鮮人捕虜が約1,500人
- 第3回目 - 7月3日頃、沖縄人捕虜と朝鮮人捕虜が約1,500人[12]

捕虜情報局のレポートによると、1945年7月から10月までハワイで受け入れた沖縄人捕虜の総数は計3,688人といわれている。沖縄の屋嘉捕虜収容所などで将校捕虜、日本人捕虜、朝鮮人捕虜、沖縄人捕虜に分けられて収容された捕虜のうち、朝鮮人捕虜と沖縄人捕虜が選抜されてハワイに移送されていたことがわかる。

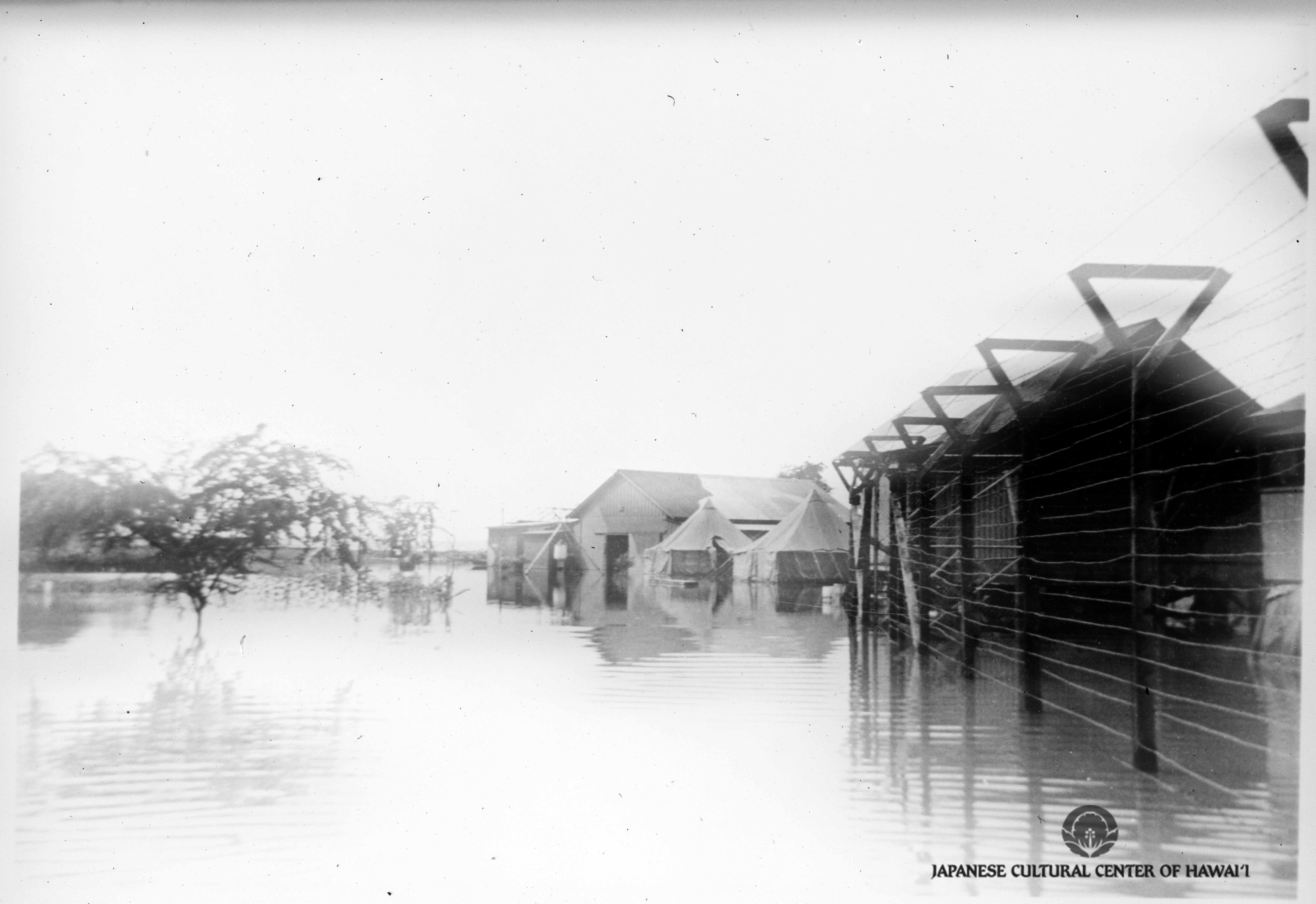
雨で地面が水浸しになっているサンド・アイランド収容所（1942年頃）（米陸軍信号隊）

ホノウリウリからサンド・アイランドへ

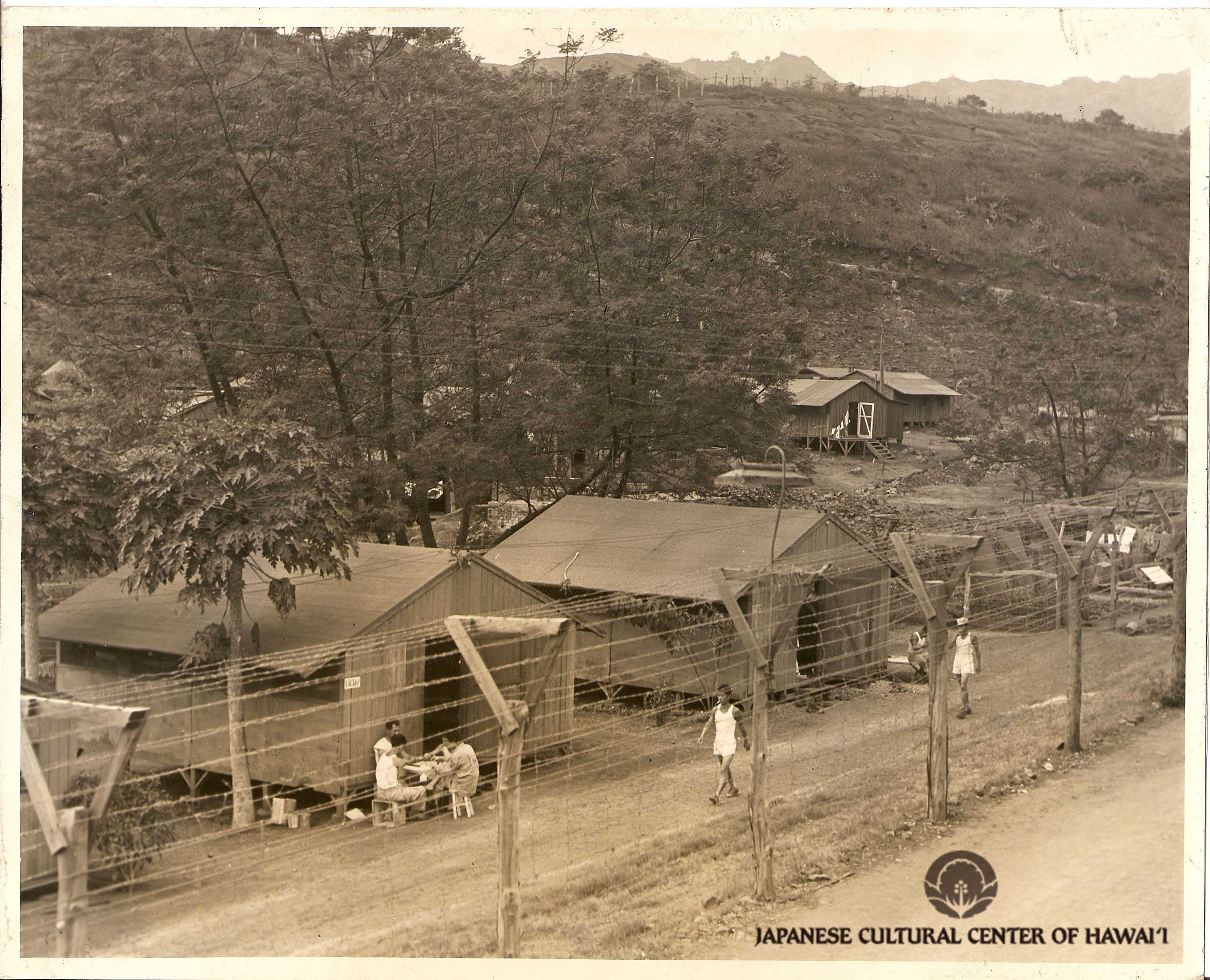
ホノウリウリ収容所の様子。シャツの背中にPWと記されており捕虜収容所時代の撮影と思われる。

強制収容された日系ハワイの一部149人がサンド・アイランドからホノウリウリや本土に移送されたのとは逆に、多くの沖縄人捕虜は、ホノウリウリからサンド・アイランドへと逆の経路をたどっている。
1943年3月までにホノウリウリへと日系収容者を移送した後にも、サンド・アイランドでは増設工事がくりかえされ、より軍事拠点化され、捕虜を軍作業の労働力として利用することが可能になった。
こうした軍作業に使役されたのは、日本軍が動員した鉄血勤皇隊・通信隊の少年兵も同様だった。当時沖縄県立第二中学校三年生で二中通信隊無線班に配属された諸見里安弘は屋嘉捕虜収容所から「裸船」とよばれた劣悪な輸送船でハワイに移送された。
ホノウリウリからサンド・アイランドへと移された学徒兵を含む多くの捕虜は、サンド・アイランドでの食事や労働環境が悪化したと感じ、またそれに抗議して捕虜のストライキもおこっている。陸軍病院の建築やランドリーの軍作業に3カ月使われた崎間喜光は「あまり激しく使われたのでこのままでは体が持たないと主張し、40人ぐらいでストライキを起こした。(中略) その中から私を含めた 7-8人が衛所に連れ込まれ、パンと水で1週間閉じ込められた」と証言している。
終戦後、1945年9月26日付けのハワイ収容所文書「フィラリアか身体的障害のある捕虜の送還予定者リスト」には、フィラリア感染者、戦闘で身体障害をうけたもの、衰弱が激しい者、「16歳以下で身体が小さいため作業の詳細に不適合」とされた者、「45歳以上で厳しい仕事には不向き」とされた者がリストに上げられており、軍作業の労働力として不適当とみなされた者が送還されている。
県系ハワイの人々の支援
1945年9月15日、捕虜情報局によって血縁者にハワイに収容中の捕虜との面会が許可されることが発表された。多くの捕虜の証言は、血縁の有無にかかわらず、1946年の末まで彼らが県系ハワイ人の支援に大きく支えられたことを証言している。

## 資料
体験記
- 菊池由紀『ハワイ日系二世の太平洋戦争』
- 渡口武彦「ハワイ捕虜収容所」(手記)
- 宮里親輝「私のメモ」(手記)

論文・参考文献
- 仲程昌徳「ハワイの捕虜収容所: 嘉陽安男『捕虜たちの島』をめぐって」日本東洋文化論集(20), pp. 45-68 (2014-03-29)
- 秋山かおり「沖縄人捕虜の移動からみるハワイ準州捕虜収容所 ―ホノウリウリからサンドアイランドへ―」(2018)
- National Park Service U.S. Department of the Interior National Historic Landmarks Program, JAPANESE AMERICANS IN WORLD WAR I (2012)
- Jeffery F. Burton, Mary M. Farrell, World War II Japanese American Internment Sites in Hawai‘i (2007)
- National Park Service, "Honouliuli Gulch and Associated Sites Final Special Resource Study and Environmental Assessment" (2015)

外部リンク
- JCCH - HAWAII INTERNMENT CAMP
- Densho - Sand Island Detention Facilities[15]
- National Park Service: Confinement and Ethnicity (Chapter 18)”. www.nps.gov.